# Clidemia aphanantha
Clidemia aphanantha là một loài thực vật có hoa trong họ Mua. Loài này được (Naudin) Sagot mô tả khoa học đầu tiên năm 1883.